# Lazăr Muntean
Lazăr Muntean (n. 1876, Ocolișu Mare, județul Hunedoara – d. 1944, Ocolișu Mare, județul Hunedoara) a fost un deputat în Marea Adunare Națională de la Alba Iulia, organismul legislativ reprezentativ al „tuturor românilor din Transilvania, Banat și Țara Ungurească”, cel care a adoptat hotărârea privind Unirea Transilvaniei cu România, la 1 decembrie 1918 :p. 212.

## Biografie
A făcut școala primară din sat, după care mai târziu devine primar în Ocolișu Mare :p. 212.

## Activitatea politică
Ca deputat în Adunarea Națională din 1 decembrie 1918 a fost delegat al Cercului electoral Hunedoara :p. 212.	